# Ugo Pasquale Mifsud

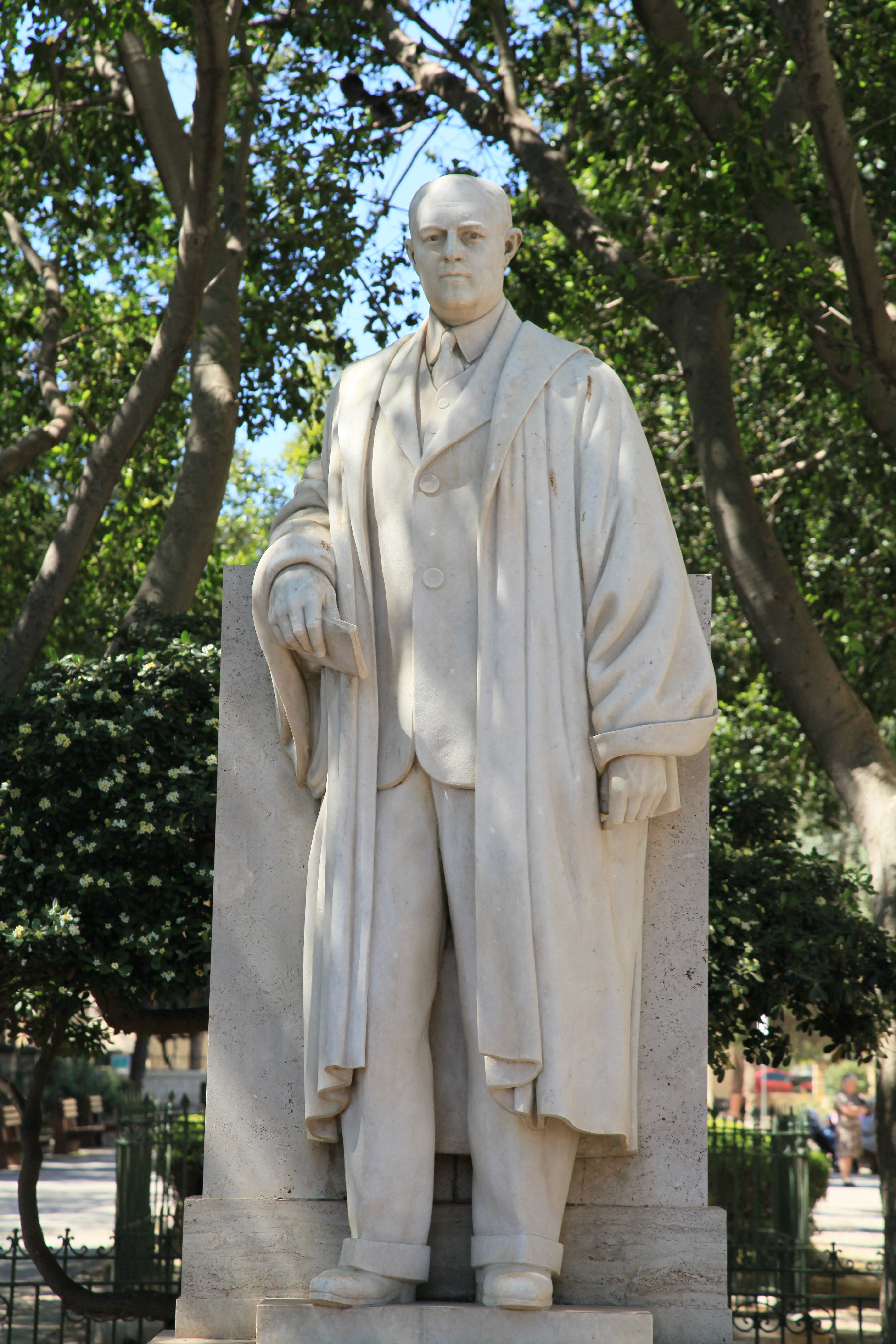
Denkmal für Ugo Pasquala Mifsud in Floriana

Sir Ugo Pasquale Mifsud (* 12. September 1889 in Valletta; † 11. Februar 1942 ebenda) war ein maltesischer Politiker und zweimaliger Premierminister von Malta.

## Studium und Tätigkeiten als Rechtswissenschaftler
Nach dem Abschluss des Studiums der Rechtswissenschaften an der Universität Malta 1910 ließ er sich als Rechtsanwalt nieder.
Als solcher entwickelte er sich zu einem anerkannten Experten für Internationales Recht, war Mitglied der Internationalen Rechtswissenschaftlichen Vereinigung sowie Teilnehmer an den in zweijährigem Abstand tagenden Konferenzen zu Problemen des Internationalen Rechts in Brüssel. 1928 war er Präsident des Komitees für Rundfunk- und Radiorecht auf einer Konferenz in Warschau. Im gleichen Jahr war er Delegierter auf einer Konferenz der Parlamentarischen Gesellschaft des Britischen Empire in Kanada. Während einer Konferenz in Oxford zum Internationalen Recht 1932 wurde er zum Mitglied des Exekutivkomitees und zum Vizepräsidenten gewählt. Schließlich war er 1934 Präsident einer Konferenz für Warenzeichen in Budapest.

## Politische Laufbahn
Nachdem sich die Nationalversammlung durch Initiative von Sir Filippo Sciberras den Auftrag zur Ausarbeitung einer Verfassung gegeben hatte, war Mifsud der Sekretär des Arbeitskomitees. 1921 kandidierte er erfolgreich als Kandidat der „Unione Populare Maltese“ (UPM) für die Gesetzgebende Versammlung. In den Kabinetten des ersten Premierministers Joseph Howard und dessen Nachfolgers Francesco Buhagiar war er Minister für Industrie und Handel (1921 bis 1924), Postminister (1921 bis 1922 und 1923 bis 1924) sowie Minister für Landwirtschaft und Fischerei (1921 bis 1922 und 1923 bis 1924).

## Erste Amtszeit als Premierminister (1924 bis 1927)
Nach dem Rücktritt von Buhagiar im September 1924 wurde Mifsud erstmals Premierminister und war zugleich der jüngste Premierminister des Britischen Empire. Nach dem Zusammenschluss der UPM und der PDN des späteren Premierministers Dr. Enrico Mizzi 1926 zur neuen „Partito Nazionalista“ (PN) war er neben Mizzi Co-Vorsitzender der PN. Im August 1927 unterlag er jedoch gegen Gerald Strickland. In seinen Kabinetten war er zeitweise auch Finanzminister (1926 bis 1927) sowie Justizminister (1926 bis 1927).
Am 17. Juni 1927 wurde Ugo Pasquale Mifsud zum Knight Bachelor geschlagen und führte fortan den Namenszusatz „Sir“.

## Zweite Amtszeit als Premierminister (1932 bis 1933)
1932 besiegte er Strickland in einem landesweiten Erfolg der PN. Am 21. Juni 1932 wurde er erneut Premierminister Maltas. Dieses Amt übte er bis zur Aufhebung der maltesischen Verfassung 2. November 1933 aus. Damit war er der letzte maltesische Premierminister bis zum Ende des Zweiten Weltkrieges. Als Premierminister leitete er 1932 auch eine maltesische Delegation beim damaligen britischen Kolonialminister Sir Philipp Cunliffe Lister. Diese Delegation übergab ein erfolgloses Memorandum zur Änderung des Status Maltas von einer Kolonie zum Dominion. Während seiner zweiten Amtszeit als Premierminister war er zudem erneut Justizminister und Minister für Industrie und Handel.
1939 wurde Mifsud Mitglied des Regierungsrates. Während einer Notfalldebatte zur Deportation von maltesischen Staatsangehörigen aufgrund einer britischen Intention am 9. Februar 1942 erlitt er einen Herzinfarkt und verstarb zwei Tage später.